# Les Poppys
Les Poppys ist ein französischer Knabenchor mit Popmusik-Repertoire.

## Geschichte
Jean Amoureux († 2. September 2009) gründete 1946 in Asnières einen Knabenchor, der zunächst den Namen „L’Alauda“ und später „Les Petits Chanteurs d’Asnières en Ile-de-France“ („Die kleinen Sänger aus Asnières“) trug. 1951 folgte der erste Fernsehauftritt, 1960 ein Auftritt in der Sendung Ihr seid super!, der die Gruppe bekannt machte. Der Chor wurde gelegentlich als französischer Thomanerchor auf Pop charakterisiert.
Im Oktober 1970 war Eddie Barclay auf der Suche nach einer Kindergruppe, mit der er Lieder im Stil der Zeit zu aktuellen Themen wie etwa dem Protest gegen den Vietnamkrieg präsentieren konnte, und wandte sich an Amoureux’ Chor. Die Gruppe wurde in „Les Poppys“ umbenannt – der Name war an den musikalischen Stil der Gruppe angelehnt und mit einer Diminutivendung versehen, um auf das jugendliche Alter der Sänger hinzuweisen.
Im Dezember 1970 kam die erste Single mit Noël 70 und Non, je ne veux pas faire la guerre heraus. Es folgten Fernseh– und internationale Auftritte. Mit Non, non rien n’a changé, Des chansons pop und Isabelle, je t’aime hatten Les Poppys im Jahr 1971 Hits.
1983 folgte die Gründung einer neuen Gruppe, „Abbacadabra“, mit dem Album LP 30. 1987 wurden die „New Poppies“ gegründet. 1993 folgte eine LP/CD unter dem Namen Mercredi Libre mit Liedern, die den Rhythmen der 90er entsprachen.
2016 wurde ein neues Projekt der „Petits Chanteurs d’Asnières“ ins Leben gerufen. Unter dem Namen „New Poppys“ erschien zunächst im Juli 2016 die Single Rien n’a changé, eine neue Version des Hits von 1971. Im November erschien das neue Album der „New Poppys“, das auf der jährlichen Gala der „Petits Chanteurs d’Asnières“ passend zum 70-jährigen Bestehen des Chors vorgestellt wurde.

## Diskografie (Auswahl)
- Noël 70 (1970)
- Non, je ne veux pas faire la guerre… (1970)
- Non, non, rien n’a changé (1971)[4]
- Des chansons pop (1971)
- Isabelle, je t’aime (1971)
- Love, lioubov, amour (1971)
- Non, ne criez pas... (1971)
- Laissez entrer le soleil (1971)
- Des chansons pop (1972)
- Jésus revolution (1972)
- L’Enfant do (1972)
- Liberté (1972)
- Pénélopie (1972)
- L’école est finie (1972)
- Septembre noir, Decembre blanc (1972)
- Non, non rien n’a changé (1973)
- American Trilogie (1973)
- Au nom de l’amour (1973)
- Des chansons pop (1974)
- Glory Alleluia (1974)
- En l’an 300 000 000  (1975)
- Il faut une fleur pour faire le monde (1976)
- Juste une question  (1976)
- Demain c’est un autre jour (1977)
- Quelqu’un viendra (1977)
- Le mini minimum (1977)
- Non, non rien n'a changé (1977)
- Visite (1980)
- Supercalifragilisticexpidelilicieux (1981)
- Tous les enfants ont les yeux bleus (1990)
- Si le monde appartenait au (1991)
- Madame je t’aime (2002)
- Bing-Bang (2003)
- Les enfants (2003)
- La chanson de Gavroche (2003)
- Vous avez été des enfants (2003)
- Le mendiant de l’amour  (2004)
- S’il suffisait d’aimer… (2004)
- La planète amour (2004)
- Les trois cloches (2005)
- L’oiseau (2005)
- Les jardins du ciel (2005)
- Non, non rien n’a changé (2005)
- Est-ce qu on sera chinois (2005)
- Il n’y a plus d’étoiles de mer (2005)
- Gala 60 ans Petits Chanteurs d’Asnières (2006)
- Il n’y a plus d'étoiles de mer (2007)
- Blessé de François Bernheim (2009)
- Non, non, rien n’a changé (2016)